# 細菌性腎臓病
細菌性腎臓病（英: bacterial kidney disease;BKD）とはRenibacterium salmoninarum感染を原因とするサケ科魚類の感染症。介卵感染を起こす。淡水で感染し、海水で発症する。外部所見として腹部膨満、体色黒化、眼球突出、眼球周囲の出血、内部所見および病理所見として腎臓の腫大および表面に白点ないし白斑が認められる。システイン、血液あるいは血清加培地やKDM-2培地を用いてのRenibacterium salmoninarumの分離、蛍光抗体法、ゲル拡散法、共同凝集反応による抗原の検出により診断することができる。Renibacterium salmoninarumはグラム陽性の微小桿菌であり、レニバクテリウム属はこの1種のみで構成される